# Бучин
Бучин (мкд. Бучин) је насеље у Северној Македонији, у западном делу државе. Бучин припада општини Крушево.

## Географија
Насеље Бучин је смештено у западном делу Северне Македоније. Од најближег већег града, Прилепа, насеље је удаљено 30 km западно.
Бучин се налази на западном ободу Пелагоније, највеће висоравни Северне Македоније. Насељски атар је на истоку равничарски, док се ка западу издижу најјужнија брда Бушеве планине. Кроз насеље протиче Црна река, која на датом месту из планинског улази у равничарски предео Пелагоније. Надморска висина насеља је приближно 610 метара.
Клима у насељу је континентална.

## Становништво
По попису становништва из 2002. године Бучин је имао 738 становника.
Претежно становништво у насељу су етнички Македонци (100%).
Већинска вероисповест у насељу је православље.